# Munna antarctica
Munna antarctica is een pissebed uit de familie Munnidae. De wetenschappelijke naam van de soort is voor het eerst geldig gepubliceerd in 1887 door Pfeffer.